# Krk (település)
Krk (olaszul: Veglia) város és község Horvátországban, Tengermellék-Hegyvidék megyében. Krk sziget központja, a Krk grófok egykori székhelye. Mali Lošinj után Horvátország második legnagyobb szigeten fekvő települése.

## A község (járás) települései
Közigazgatásilag Krk város mellett Bajčići, Brusići, Brzac, Kornić, Lakmartin, Linardići, Milohnići, Muraj, Nenadići, Pinezići, Poljica, Skrbčići, Vrh és Žgaljići falvak tartoznak hozzá.

## Fekvése
A Krk sziget délnyugati részén, az azonos nevű tágas öböl északi partján fekszik. Az ország azon mediterrán városai közé tartozik, ahol a látogató szinte minden lépésnél a történelmi múlt nyomaiba botlik. Strandjai sziklásak. A turizmusnak igen régi hagyománya van itt, már egy 1866-os képeslapon is hirdetik adottságait. A nyári szezonban rengeteg kiállítás, fesztivál, és koncert szórakoztatja az itt nyaralókat.

## Története
A régészeti leletek tanúsága szerint a szigeten már i. e. 15 000 körül is éltek emberek. A Kvarner szigeteit már a görögök is ismerték, „Apszyrtidesz Elektridesz” néven nevezték őket. Krk első ismert lakói az illírek egyik törzse, a japodok voltak, akiket a liburnok követtek. Maga Krk városa Horvátország egyik legősibb városi rangú települése. A város és egyben a sziget neve az illír liburn törzs „Curicta” nemzetségének a nevéből, az pedig a illír „Kar-ikt” (köves sziget) névből származik. Ebből lett a római „Curicum”. Egy a 4. századból származó feliratos sírkövön a „Splendissima civitas Curictarum” (a curicumiak fényességes városa) írás olvasható. Van olyan elmélet is miszerint a név nem is illír eredetű, hanem egy már korábban itt élt kirijati vagy hasonló nevű néptől származik. Curicum városát egy stratégiailag fontos helyen, olyan helyen alapították ahonnan az egész vidék jól belátható és már az illírek fallal vették körül. Ezt a kisebb magaslatot ma is Gradec, Gradina, vagy hasonlóképpen nevezik. A név később romanizálódott Kaslir, Kastrum, Kastel, Kaštel formában. Hasonló elnevezések az Adria több szigetén is előfordulnak. A városnak a római korban a leletek tanúsága szerint színes mozaikokkal díszített fürdője volt. Megtalálták a város fórumát is egy Vénusznak szentelt templom maradványaival. A korai kereszténység terjedésével Krk viszonylag hamar, már az 5. században püspöki székhellyé vált számos szakrális épülettel. Első ismert püspöke a 680-ban említett András volt. Az itteni imaterem bővítésével már 5. században felépítették Curicum kora keresztény bazilikáját, melyből fennmaradt a keresztelőkút, a padlómozaik maradványai, különböző ornamentikával faragott kövek és oszlopfők, melyek ma is láthatók. A Nyugatrómai Birodalom bukása után Curicum még évszázadokig lényegében római város maradt. A bizánci fennhatóság idején Vekla (görög írással Βέκλα) volt a neve, ebből származik a város és a sziget későbbi olasz Veglia elnevezése. A horvátok ősei a 7. században az avarok segédnépeként érkeztek ide és újjáépítették az itt talált illír erődítményt. 

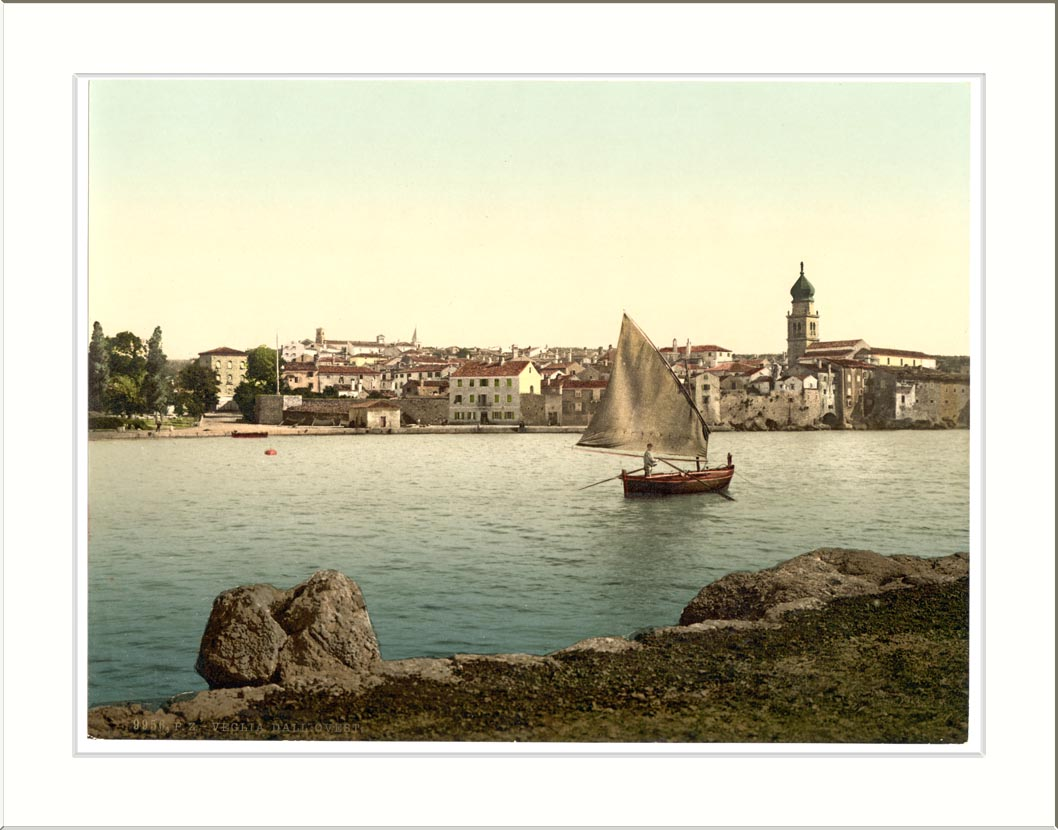
Veglia városa nyugatról az Osztrák-Magyar Monarchia idején

Krket 1001-ben a velenceiek foglalták el, majd rövid ideig a fiatal horvát állam fennhatósága alá tartozott. 1118-ban újra Velence foglalta el és vazallusa, egy helyi nemesi család, az 1430-tól Frangepánoknak nevezett Vegliai hercegi család őse Dujam gróf (Duymus comes) igazgatása alá rendelte. Dujam 1163-ban halt meg. Őt fia Vid (Guido) követte, aki a Vegliai hercegi címért Velencének 350 bizánci aranyat fizetett. Fivére Bertalan már III. Béla magyar király vazallusa volt, akitől 1193-ban jutalmul egész Modrus vármegyét kapta. Ezután nagyon rövid idő alatt a Frangepánok nagy birtokokat szereztek egész Horvátország területén és az egyik leghatalmasabb horvát nemesi család lettek. A Frangepánok krki uralma azonban csak 1480-ig tartott, amikor Velence tartva attól, hogy a Mátyás magyar király elfoglalja Frangepán VII. Jánost a sziget átadására bírta. Ezt követően Krk szigetét a Velence által kinevezett kormányzók, velencei nemesek igazgatták, akik viszonylagos önállóságot élveztek. A 16. század elején a török veszély miatt a kontinens területeiről számos menekült érkezett ide. 1797-ben a napóleoni háborúk egyik következménye a Velencei Köztársaság megszűnése volt. I. Napóleon francia császár bukása után 1813-ban Krk osztrák kézre került. Ausztria 1822-ben a Kvarner szigeteivel együtt elválasztotta Dalmáciától és Isztriával kapcsolta össze, mely közvetlenül Bécs irányítása alá tartozott. 1867 és 1918 között az Osztrák–Magyar Monarchia része volt. Az Osztrák-Magyar Monarchia bukását rövid olasz uralom követte, majd a település a Szerb-Horvát-Szlovén Királyság része lett. A második világháború idején előbb olasz, majd német csapatok szállták meg. A háborút követően újra Jugoszlávia, majd az önálló horvát állam része lett. Krk városa ma a Krk sziget közigazgatási, gazdasági és egyházi központja. 

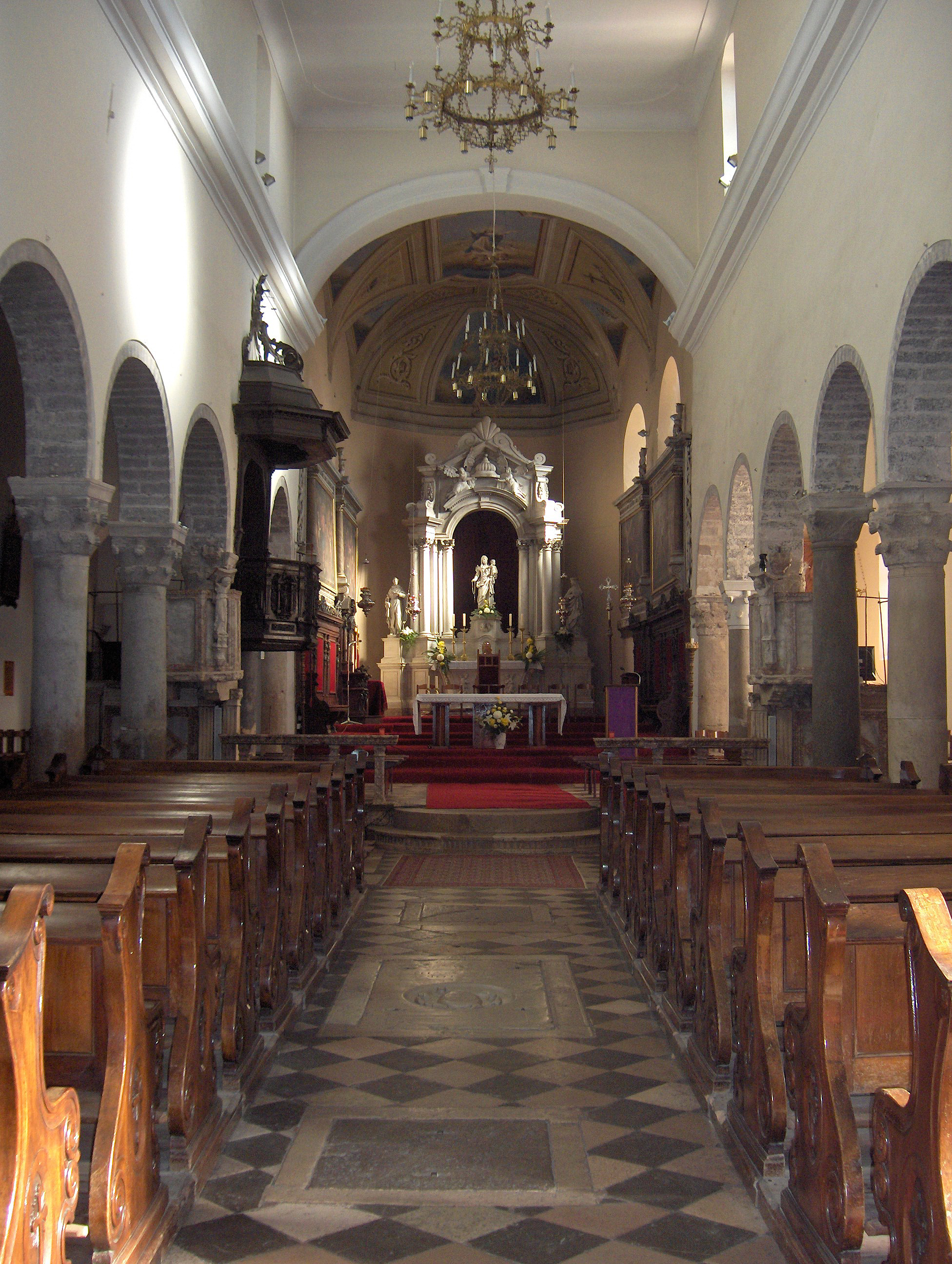
A Mária mennybevétele székesegyház belső tere

## Nevezetességei
Krk óvárosa megőrizte középkorias jellegét, ma is 15. századi városfalak veszik körül, szűk utcákkal és sikátorokkal nem is találunk itt 100 évesnél fiatalabb épületet az óvárosban.
- Mária mennybevétele tiszteletére szentelt székesegyháza[2] amint azt a régészeti feltárások is megerősítették az egykori római fürdő helyén épített 5. századi kora keresztény bazilika alapjain a 11. és 12. században épült román stílusban. Első említése János vegliai püspök 1186-ban kelt adománylevelében történt. A székesegyház látványa ma is uralja a városképet, mivel az öböl partjának egyik kiemelkedő részén épült. A háromhajós bazilika a román, a gótikus, a reneszánsz és a barokk stílus jegyeit is magán hordozza. Hosszúsága 40 méter, szélessége 14 és fél méter. A két oldalhajót kilenc-kilenc oszlop által tartott tíz boltív választja el a főhajótól. Az oszlopfőkön ősi keresztény motívum, hallal táplálkozó madarak láthatók. A főhajót mai formájában 1538-ban épített félköríves szentély zárja le. A szentély padsorai felett kétoldalt négy, 1706-ban készített nagyméretű festmény a bergamói Cristoforo Tasca mester művei láthatók „Ábrahám feláldozza Izsákot”, „Manna a pusztában”, „A csodálatos kenyérszaporítás” és „Az utolsó vacsora” jeleneteivel. A szentély közepén áll a fehér márvány főoltár, melyet 1744-ben Pietro Antonio Zuccheri püspök idejében emeltek és 1826-ban Ivan Antun Sintić püspök hozatott át a Rózsafüzér királynője kápolnából. Az oltár főalakja a Jézust karján tartó Szűzanya jobbjában a rózsafüzérrel. A Kisboldogasszony-kápolna a 16. század közepén épült. 1853-ban ebbe a kápolnába hozták át a keresztelőmedencét. A Jézus Szíve-kápolna első említése 1587-ben történt, a 17. században hosszirányban bővítették. Ezt az eredetileg a Rózsafüzér Királynőjének szentelt kápolnát díszítette 1826-ig a mai főoltár. Ekkor új oltárt építettek ide a Rózsafüzér Királynője oltárképével. 1939-ben Josip Srebrnić püspök új Jézus Szíve oltárképet állíttatott ide, erről kapta a kápolna a mai nevét. Az 1956 és 1963 között végzett régészeti feltárások során a bal oldali Jézus Szíve-kápolna északi falánál találták meg az 1. századi római fürdőből a mozaikpadló és a ciszterna maradványait. A fürdő többi részét egyelőre nem sikerült feltárni. Egyes források szerint a fürdő részeire már a 3. és 4. században templom épült, majd erre építették az 5. századi bazilikát. A Jézus Szíve-kápolnába építették be azt a kora keresztény keresztelőmedencét, mely korábban a templomon kívüli Keresztelő Szent János-kápolnában állt. A kápolnát a 16. század végén építették. A Szent Borbála kápolnát 1450 körül Frangepán VII. János építtette késő gótikus stílusban. Bordás mennyezetét a Frangepánok oroszlános címere díszíti, melyet 1430-ban kaptak V. Márton pápától. A kőből épített oltár 1726-ban származik, egykor Szent Borbála képe állt rajta, ma a Szűzanya fából faragott reneszánsz domborműve díszíti. A Szent József-kápolna a déli apszis átépítésével készült a 16. században. Barokk oltárának Munkás Szent József képe a 20. század második felében készült, Bruno Bulić akadémiai festő alkotása. A Szent Miklós-kápolnát Pietro Bembo püspök építtette 1570 körül. A gótikus diadalívébe befalazott román stílusú kőfaragvány talán kora keresztény eredetű. Mai oltárképét Nikola Zuttinis apát adománylevele szerint 1659 és 1698 között festették. A Kármelhegyi Boldogasszony-kápolnát 1570-körül építtette Pietro Bembo püspök, oltárképe valószínűleg 1730 után készült. A Szent Kereszt-kápolnát Frangepán János felesége Erzsébet építtette a 15. század közepén Mária Látogatása tiszteletére. Ebben a kápolnában található Antun Mahnić (1850-1920) püspök sírja, melyet 2001-ben hozták át ide. A templomot 1538-ban meghosszabbították, az orgona és a kórus helyét 1700-ban alakították ki, ekkor nyerte el mai formáját. Érdekességei a krki püspökök sírjai és a Frangepán-pallium. A székesegyház harangtornyát a 16. században építették gótikus stílusban. 1767-ben akkori hegyes toronysisakját barokk hagymakupolára cserélték, tetejébe pedig Szent Mihály főangyal fából faragott szobrát helyezték. A mai angyalszobor 1973-ban készült az időjárásnak sokkal ellenállóbb poliészterből.[3]
- A székesegyházhoz csatlakozik a Szent Kvirin-templom, melyet a rendelkezésre álló szűk terület miatt észak-déli tájolással keresztben építettek a székesegyház elé. A templom a 12. század végén épült román stílusban helyben bányászott fehér kőből. A templom ezen a vidéken szokatlan módon kétszintes. A felső rész Szent Kvirin sisciai püspök, az alsó rész Antiokheiai Szent Margit tiszteletére van szentelve. Az alsó templom teljes egészében fennmaradt román stílusában egyedülálló megoldással készült. Durva egyszerűségével, félhomályával zord, de egyben misztikus hatást kelt, mintegy ösztönözve az imára. A templom belsejét a talajból kiemelkedő vaskos keresztboltozatok tagolják két hajóra, a harmadik hajónak már nem jutott hely, mert ott van az átjáró a székesegyházba. Az alsó templom sírboltként is szolgált, a Frangepánok idejében itt mondtak misét a halálra ítéltekért, később decimárium volt, majd miután a 19. században megszüntették az egyházi tizedet a székesegyház raktáraként is szolgált. Végül 1961-ben felújították, majd 1964-ben a régi oltárt is a helyére állították és újraszentelték. A felső templom négyzetes alaprajzú háromhajós román stílusú épület, középső és nyugati hajója az alsó templomon, míg a keleti az átjáró boltozatán nyugszik. Hosszúsága és szélessége egyaránt 13 és fél méter. Három félköríves szentélye felülmúlhatatlan eleganciával domborodik ki dél felé a fal síkjából. A három hajót két oszlopsor választja el egymástól. A középhajó apszisában három, az oldalhajókban kettő eredeti keskeny ablak nyílik. A nyugati hajó apszisában valószínűleg a 12. századból származó freskók maradványai láthatók. A keleti falban található kis méretű befalazott ablak arról tanúskodik, hogy az építés idején az előtte levő tér szabad volt és csak később került beépítésre. A templomban átmenetileg egyházművészeti kiállítás tekinthető meg.[4]

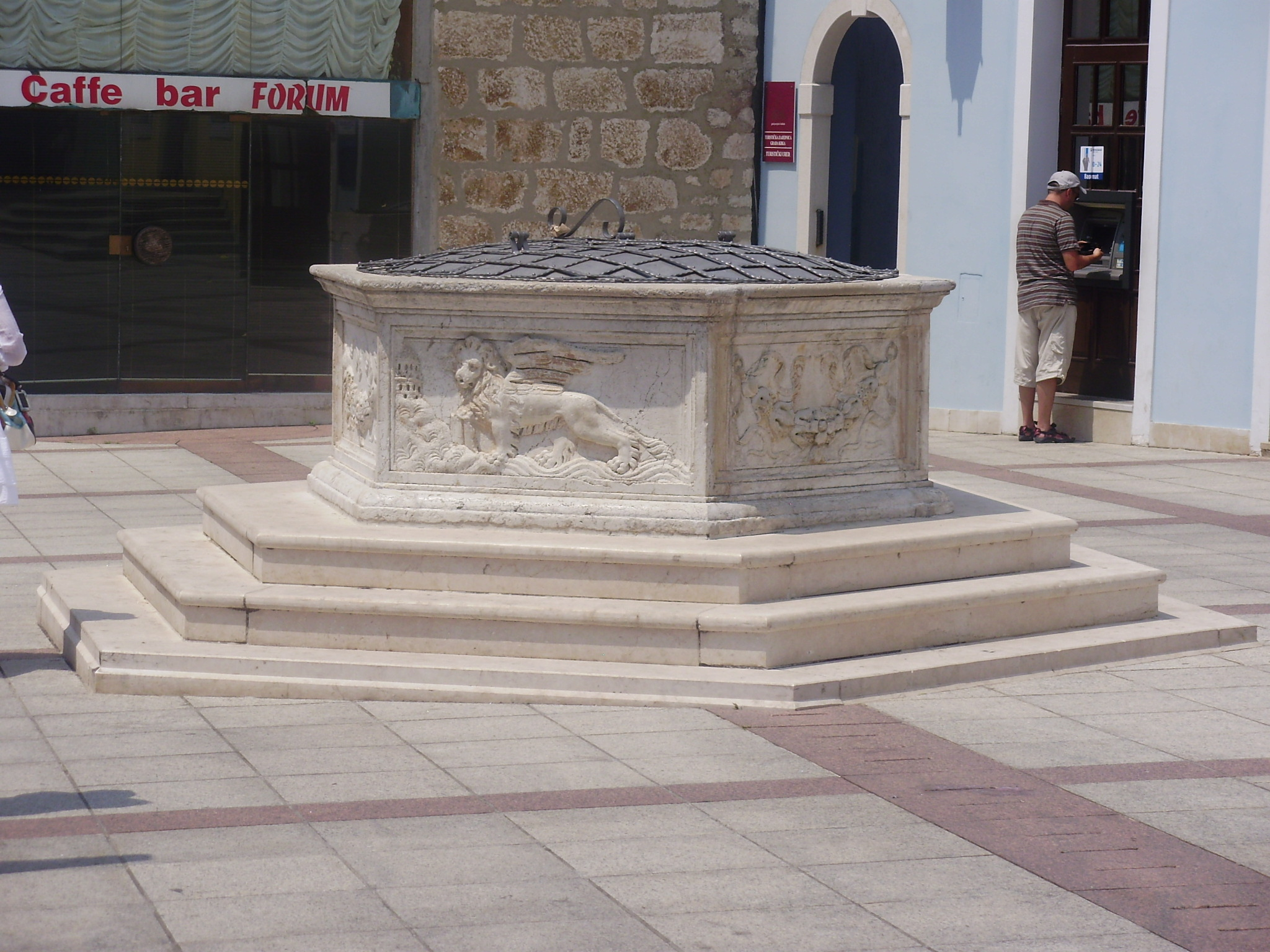
Az oroszlános kút a Vela Placán

- A városfalakat[5] tekintve Krk az ország harmadik legnagyobb városfallal rendelkező városa. Falait még az illírek kezdték építeni, majd a századok során tovább építették, illetve többé-kevésbé az eredeti helyükön építették újjá őket. A város a szárazföld felől teljesen körbe van véve falakkal, melyeken keresztül négy kapu nyílik. A falak vonalvezetése követte a város belső elrendezését, mely lényegében a 19. század végéig változatlan maradt és csak a 20. század elején kezdett terjeszkedni a falakon túlra. A falak létezéséről szóló legrégibb adat egy 1848-ban talált kőbe vésett feliraton olvasható, melyet Theodor Mommsen német történész 1902-ben „Corpus Inscriptionum Latinarum” című művében adott közre. Eszerint a falnak ez a része 111 láb hosszú és 20 láb magas volt és Turus Patalius curicumi prefektus idejében készült. Krk városa a 2000-es évek elején különböző támogatók anyagi segítségével lépéseket tett a városfalak megújítására, illetve a romos részek eredeti helyükön történő rekonstrukciójára.[6]
- Krk városfalainak délnyugati sarkában található a hatszögletű torony,[7] melyet a 15. század elején építettek kőtömbökből, és eredeti magasságának feléig fennmaradt. A torony északi és keleti oldalán a városfalak szomszédos részei találhatók. A nyugati fal külső oldalán egy sírkő található, amely valószínűleg később a toronyépítés idejéből faragott felirattal rendelkezik.
- A felső városkapu mellett állt a Szent Mihály bencés apátság, melynek első írásos említése 1271-ben történt, azonban valószínűleg sokkal korábban alapították. Ez volt Krk elsőként épített kolostora, melyhez az azonos titulusú templom tartozott. A templom román stílusban épült, de az 1850-es kolerajárvány után megújították és újraszentelték a Gyógyító Boldogasszony (Gospa od zdravlja) tiszteletére. A templom háromhajós, harangtornya a homlokzat előtt áll. A hajókat két oszlopsor választja el egymástól, az oszlopfőket ragadozó állatok és madarak díszítik. A templomnak egykor három apszisa volt, melyek közül a középső maradt meg eredeti formájában. A két oldalsó apszisból csak az egyik alapja és az ív nyoma maradt meg a templom északi részében. Az északi falban három eredeti román stílusú ablak is megmaradt. 1850-ben került vissza a helyére a bejárati ajtó fölé a szabálytalan félköríves tympanon közepén fügefalevelekkel díszített paralelogramma ábrázolással, oldalt kéz két esküre emelt ujjal utalva a terméketlen fügefáról szóló evangéliumi példabeszédre és a szerzetesi tisztaságra tett esküre. A négyszögletes harangtorony nagyrészt megmaradt eredeti formájában, de az 1855-ös megújításkor harmadik szintjét lebontották és a ma látható gúla alakú kő toronysisakra cserélték. Az épület román stílusú elemeit vizsgálva a szakemberek a templomot 11. századinak tartják. Ebből az időből a szigeten csak két másik templom a dobrinji Szent Vid és a jurandvori Szent Lúcia származik.[8]
- Nem messze a Gyógyító Boldogasszony-templomtól emelkedik a Szent Ferenc-templom és a ferences kolostor.[9] Az épületegyüttest valószínűleg nem sokkal védőszentjének halála után építették, az írásos források szerint 1277-ben már állt és bár a források nem említik pontos helyét, nincs ok mást feltételezni, hogy máshol lett volna, mint ma. A mai templom története során sok átalakításon ment át, ez jől látható az ablakok elrendezéséből és a falak szerkezetéből. Valószínűleg az eredeti templomból a 13. századból való az egyik ajtó feletti faragott oroszlán ábrázolás, Szent Márk jelképe csukott könyvvel, körülötte „A signus tuis turbantur gentes qui habitant in termins” felirattal. A templom mai hajója valószínűleg a 15. századbók származik. A keleti apszisban két gótikus ablak található, a többit a harangtorony építése miatt később befalazták. Az északi oldalon nincsen ablak, mert ezen az oldalon a kolostor és a városfalak állnak. A harangtorony a templom átépítése során 1612-ben épült, de teljesen csak 1743-ban fejezték be, mert a klarisszák kolostora, mely éppen előtte állt ellenezte építését mondván, hogy teljesen beárnyékolja a kertjüket. A templom régi képeiből fennmaradt Giovanni Antonio Pordenone Madonna gyermekével és tíz szenttel festménye és a 18. századi szép intarziával díszített szószék. A padozatban többfelé számos sírkőlapot találunk. A kolostor épülete a városfalba illeszkedik, 1726 és 1727-ben teljesen megújították. A helyi ferences hagyomány szerint Assisi Szent Ferenc egyik útját megszakította Krk kikötőjében, ahol észrevett egy remetét aki a mai halpiac közelében a Szűz Mária-kápolna mellett élt. Ezt látva alkotta meg rendjének szabályait.[10]
- A ferences templom és a Szent Mihály-apátság előtt állt a klarissza nővérek rendjének kolostora. IV. Miklós pápa 1290-ben adott engedélyt Lambert krki püspöknek, hogy a krki női kolostorba két prédikátor atyát helyezzen. Ezen kívül csak kevés dokumentum szól az itteni klarisszákról és úgy tűnik, hogy kolostoruk egy időben üresen is állt. 1519-ben az épületegyüttest megújították, mert a rend valamit enyhített addigi szigorú elzártságán. A kolostorhoz középső részéhez csatlakozott az Angyali Üdvözlet-templom, egy egyhajós templom volt négyszögletes apszissal. Az épületegyüttesnek az első világháború után csak néhány része maradt meg, majd 1925 és 1930 között teljesen elbontották. Diadalívét néhány reneszánsz és barokk részletével együtt a városi parkba vitték át, ahol rotundaként használták. Az épületegyüttes a Szent Mihály tér, a Szent Márk utca és a felső kapukhoz vezető főutca által határolt területet foglalta magában. Fallal körülzárt egykori kertje még ma is megvan. 1806-ban csak három nővér lakott a kolostorban, amikor Gilly francia generális Šintić püspöktől katonai célokra követelte. Ekkor a nővérek a szomszédos bencés kolostorba költöztek át és többé az épületet nem használták. Az 1930-as években horvát női internátus működött benne. Az épületegyüttesnek a Szent Mihály téren álló részét a 19. században Vitezić püspök a városnak adta, hogy kórházat és iskolát nyissanak benne, a többi része is közhasználatba került.[11]
- A Szent Márk utca másik oldalán a klarisszák kolostorával egy időben az Angyalok Királynője templomhoz illeszkedve épült fel a bencés kolostor. Cecilia Volpe 1348-as végrendeletében megemlíti és valószínűleg már akkor a maihoz hasonló volt a formája és a nagysága is. Az épületegyüttest 1780-ban barokk stílusban építették át, akkor készítette oltárát a híres fiumei mester Sebastiano Petrucci. Harangtornya valamivel később, 1800-ban készült el. A templomot és a kolostort a mai napig is használják. A kolostorba kezdetben csak a helyi nemesek fiait fogadták be, később ezen enyhítettek, de a helyiek mindig elsőbbséget élveztek. A velencei uralom idején megerősödött a kolostor feletti ellenőrzés, egy időben a krki püspökök a látogatását is megtiltották. A 17. század elején üresen állt, amikor a püspök Cres szigetéről két szerzetest hívott ide a kolostor megújítására. A bencéseknek a falakon kívül is állt egykor perjelségük és egy Szent János templomuk, de ennek mára nyoma sem maradt.[12]

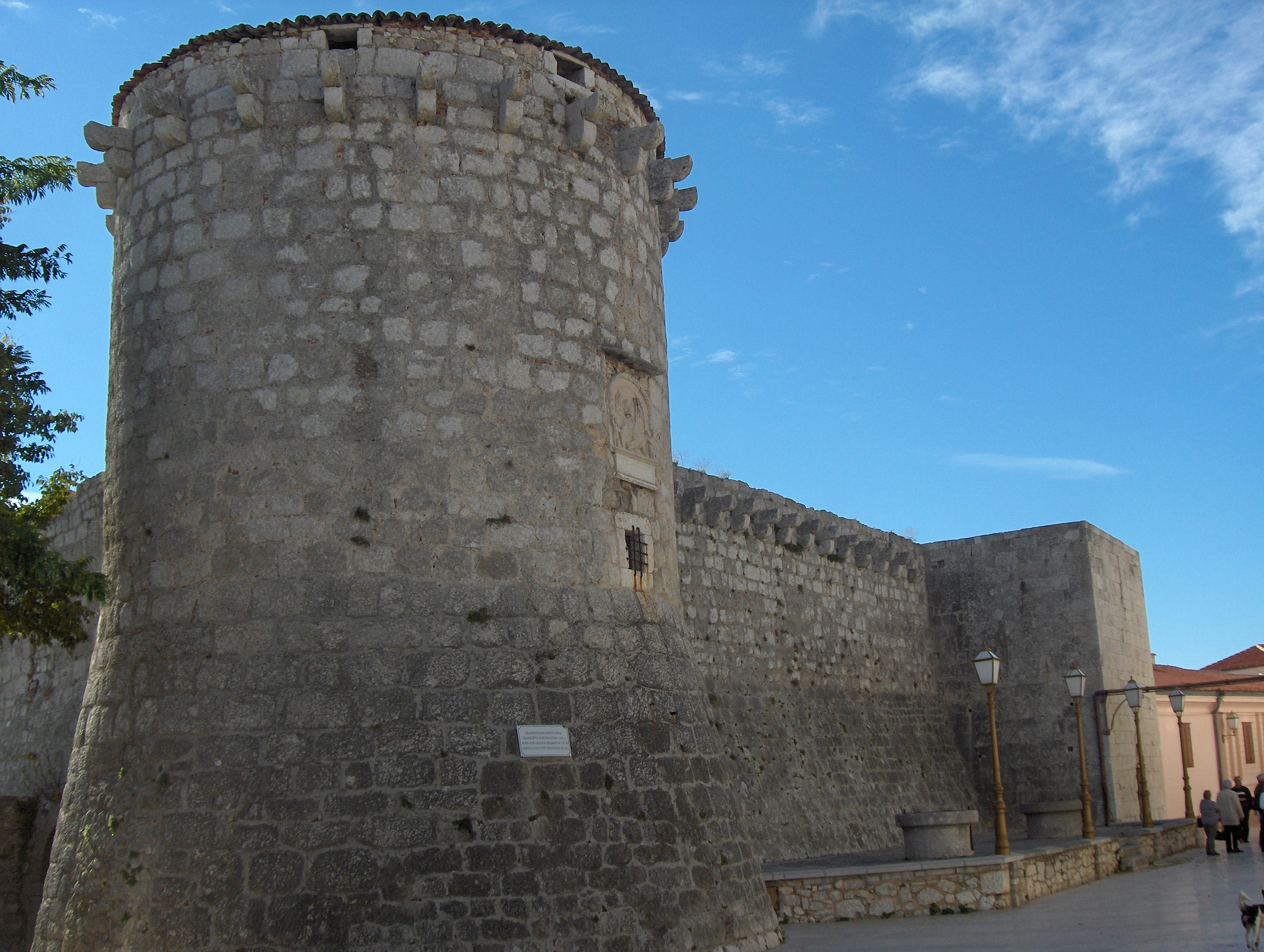
A Frangepán-kastély a Kamplin tér felől

- A Kamplin tér öböl felőli oldalán álló Frangepán-kastélyt[13] több generáción át a Frangepánok építették. Az első krki gróf, Dujam halála után gyermekei folytatták építkezéseit. A kastély legrégibb része a püspökség melletti négyszögletes torony, melyben a Frangepánok ítélőszéke működött. Erről szól a bejárat feletti felirat, melyből kiderül, hogy az egész közösség segítségével 1191-ben János püspök, valamint Bertalan és Vid vegliai hercegek idejében épült. Ezután, feltehetően a 13. században épült a hengeres torony és az épület alsó részei. A keleti részén a tenger irányában még egy négyzetes torony áll, bár őrség csak a nyugati oldalon volt. Az emeleti részekre lépcsősor vezet fel. Az épületegyüttes építésének befejezése nem tudni pontosan mikor, de mindenképpen 1348 előtt történt. A kastélyt 1480 körül, majd 1600 körül megújították. Erről szól az „Aureae Venetorum libertati” feliratú Szent Márk oroszlános befalazott kőtábla. Ekkor építették a hengeres torony második emeletét és tetőzetét. Első ismert ábrázolása a košljuni főoltár képén látható, ahol a város védőszentje Szent Kvirin tartja a kezében. A képet 1530 körül festette Girolamo da Santa Croce.[14]
- A Frangepán-várral átellenben a Kamplin-téren állnak az egykori Szent Lőrinc-templom és kolostor oszlopainak maradványai. A város egyik leglátogatottabb eseménye mindig a Lovrečeva a Szent Lőrinc napi vásár volt, melyet a kereskedők védőszentje tiszteletére tartottak. Nem tudni pontosan mikor, valamikor a korai keresztény időkben épült itt egy Szent Lőrinc templom. A templom korai keresztény voltára mindössze a templom kora keresztény szentről történt elnevezése enged következtetni. A bencés kolostor létezéséről egy 1271-ben kelt végrendeletből tudunk először, tehát ennél valamivel korábban épülhetett. 1450-ben V. Miklós pápa megszüntette az itteni bencés apátságot, de 1457-ben Frangepán VII. János kérésére újra alapították. Egykori jelentőségéről árulkodik az a tény, hogy ehhez a templomhoz kapcsolódott az a több évszázados hagyomány, miszerint a szent ünnepén reggel a sziget teljes papsága, több mint százötven pap és szerzetes tartott körmenetet a tiszteletére, ezt pedig három napos vásár követte. 1565-ben Pietro Bembo püspök megtiltotta a misézést a templomban, ennek következtében az épület idővel romos állapotba került. Utoljára 1803-ban említik, 1850-ben pedig területét is eladják. Ekkor már romjai sem álltak. Az 1752-ben készített kataszteri térképen látható, hogy a templom háromhajós volt, a főhajót félköríves apszis zárta le. Két oszlop töredékei elkerülték a romok széthordását, ezeket az öböl felé menő utca bal oldalán állították fel. 1900-ban a városi park rendezésekor áthelyezték őket a jobb oldalra, majd a háború után Ivan Žic plébános a székesegyház bejárata mellé vitette át őket, végül a mai helyükre kerültek.[15]
- A Kamplin tér nevét a latin „campus” (mező) főnévről kapta, a római korban ugyanis itt az egykori fürdő közelében gyakorlótér volt. Keleti oldalán áll a Frangepán-kastély. Ma nyugati oldalán láthatók a város kora keresztény templomának oszlopai.

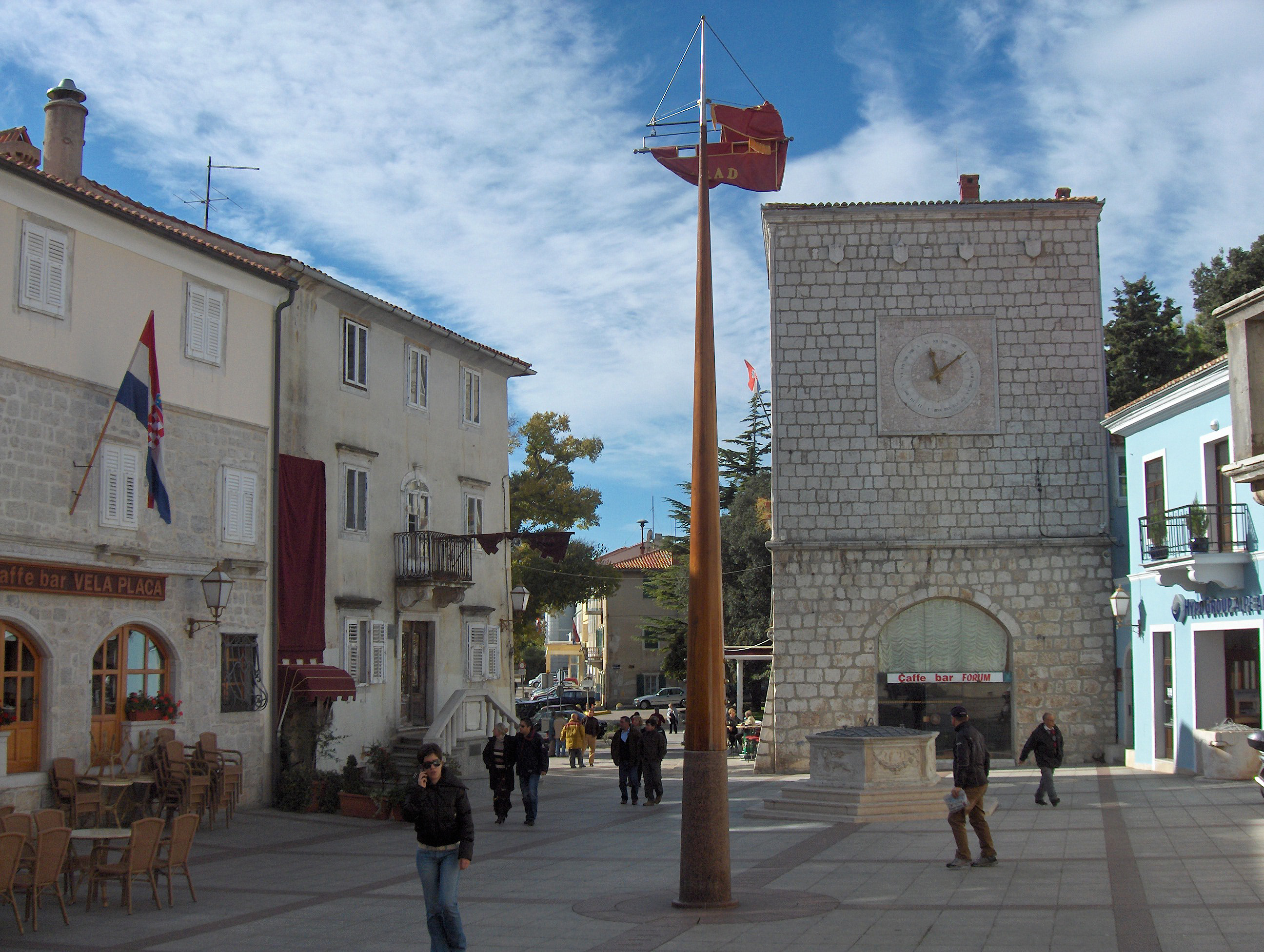
A Városháza órás épülete a Vela Placán

- Krk főterén, a Vela Placán található a Városháza 15. századi épülete. A toronyszerű épület alsó szintje egykor városkapu volt. A krkiek fizetség nélkül építették, keleti falában az akkori dózse Augustino Barbarigo címere látható. A rajta levő 24 mezőből álló órát 1538-ban említik először. A Vela Placa első említése 1263-ban történt. A téren álló hatszögletű kút a 16. században készült. A kút városkapu felőli oldalán a Savariában elhunyt Szent Quirinus (Szent Kvirin) ábrázolása látható. A téren végzett régészeti feltárások során a városfal legrégebbi az i. e. 4. és 3. század között épített részeit tárták fel.
- A nagy városkapu a város tenger felőli főbejárata, közvetlenül a védőfalak elkészülte után épült. Első említése 1350-ben történt. A város védőszentjét Szent Kvirint ábrázoló feliratos kőtáblát helyeztek el rajta.
- Az ókori római fürdő mozaikjának maradványa látható a Ribarska utcában a Vasilić-ház földszintjén. Az 1. századból származó alkotás tengeri mitológiai ábrázolást tartalmaz, központi alakja Tritón, aki körül tengeri élőlények úsznak.
- A kikötő egy része ma már park, mert feltöltötték, a tengeri bástya csatlakozik hozzá
- A püspöki palota 16-17. századi olasz festők képeit rejti.

## Galéria

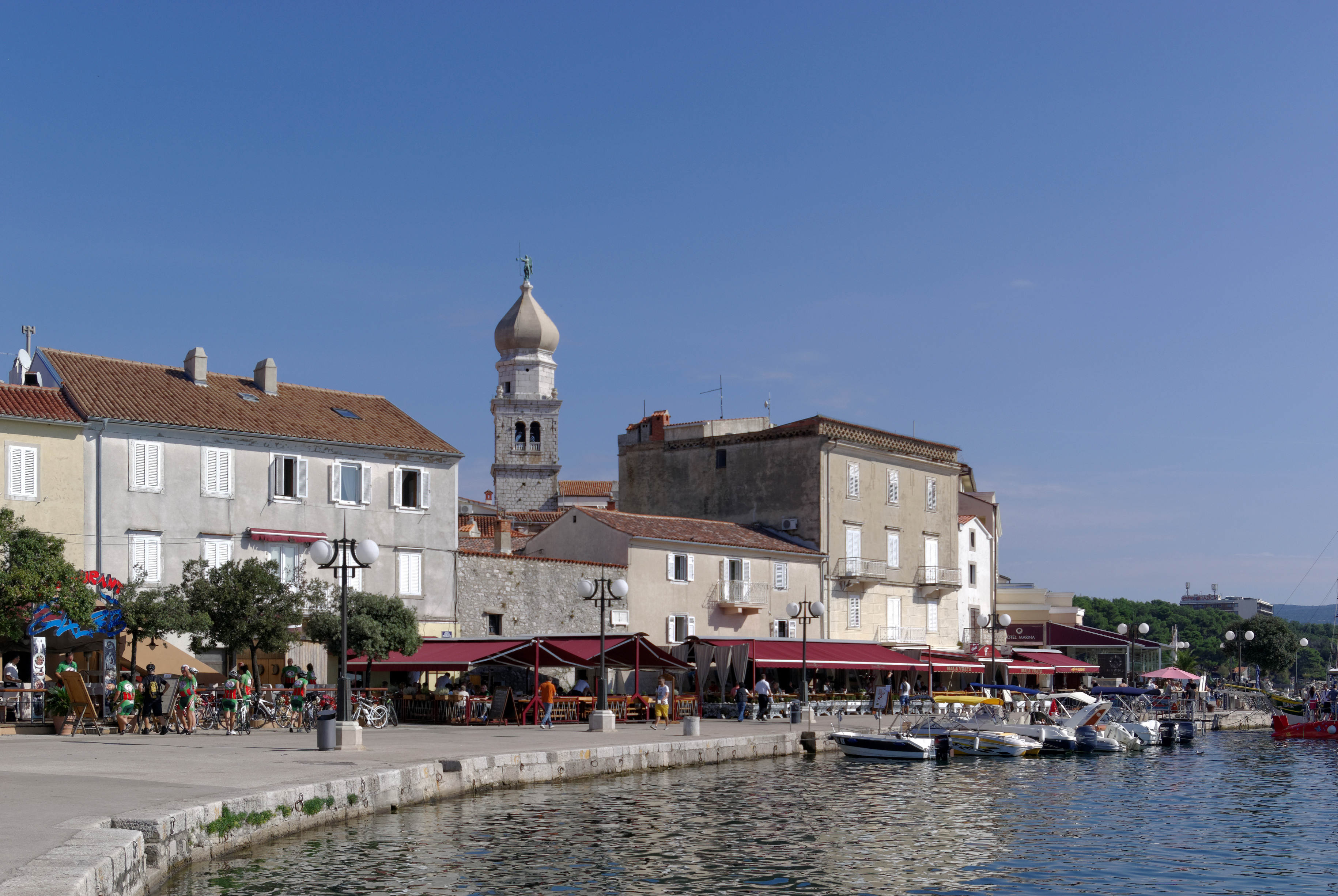
Óváros és kikötő
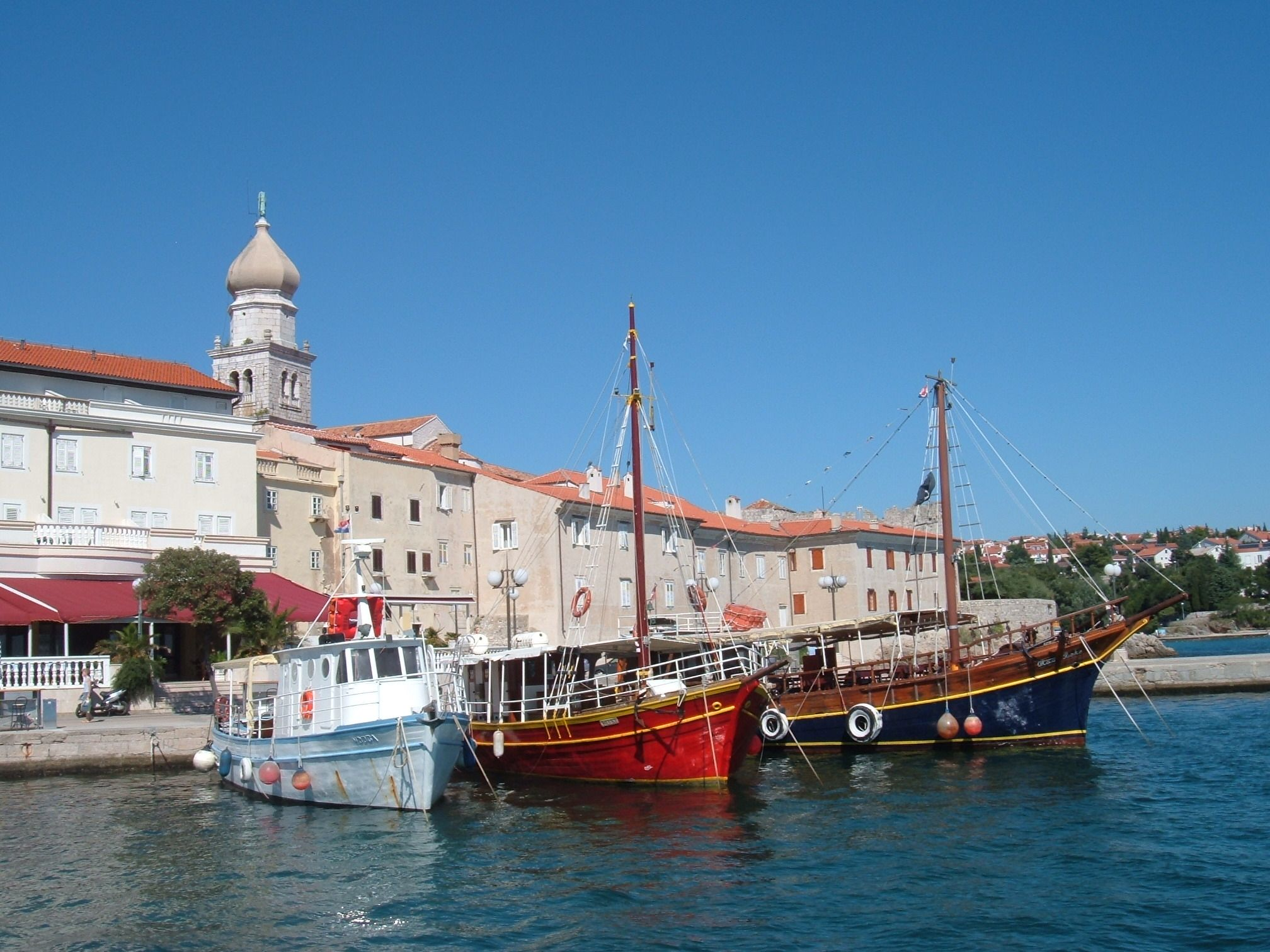
Kikötő
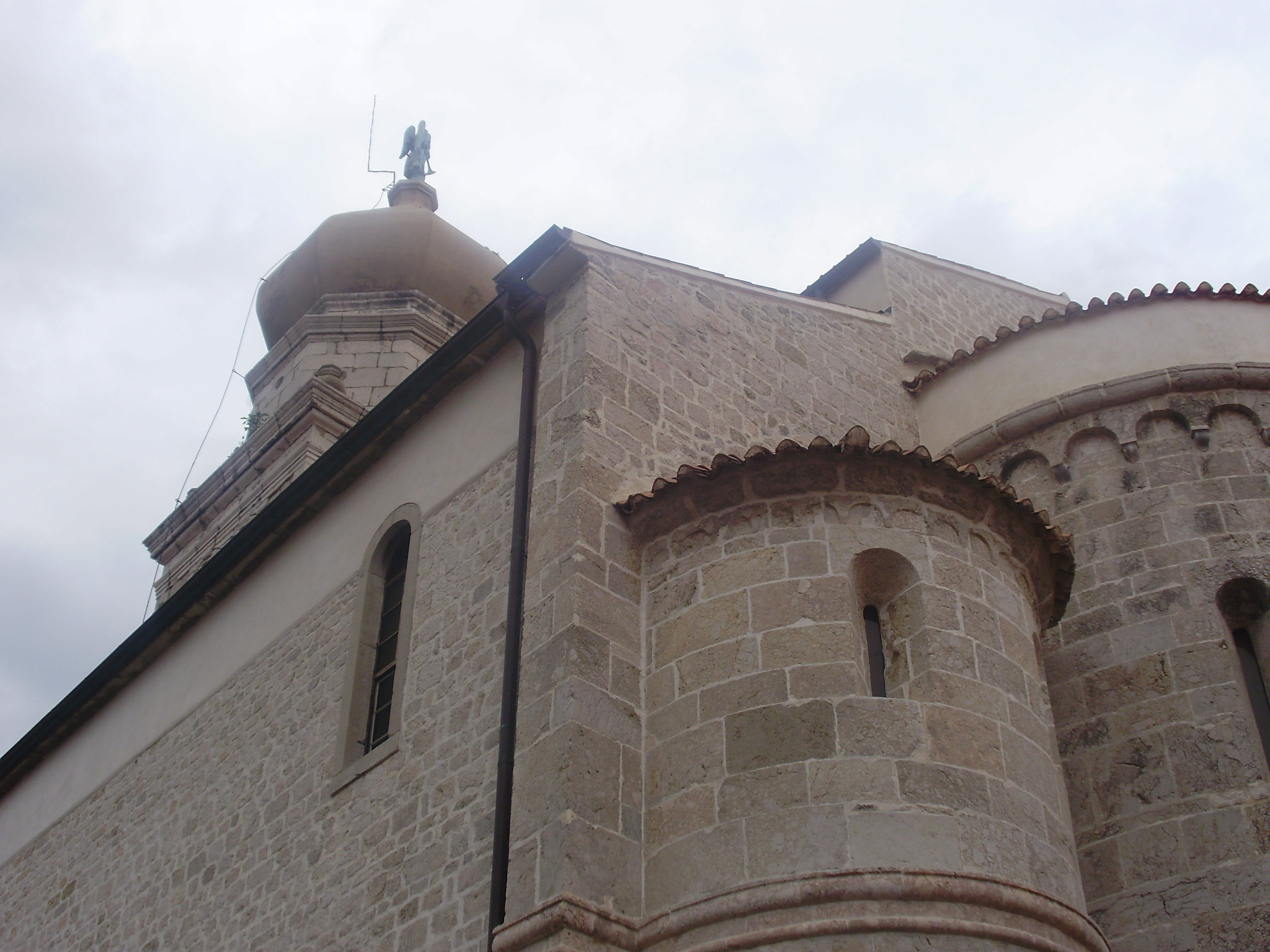
A székesegyház apszisa
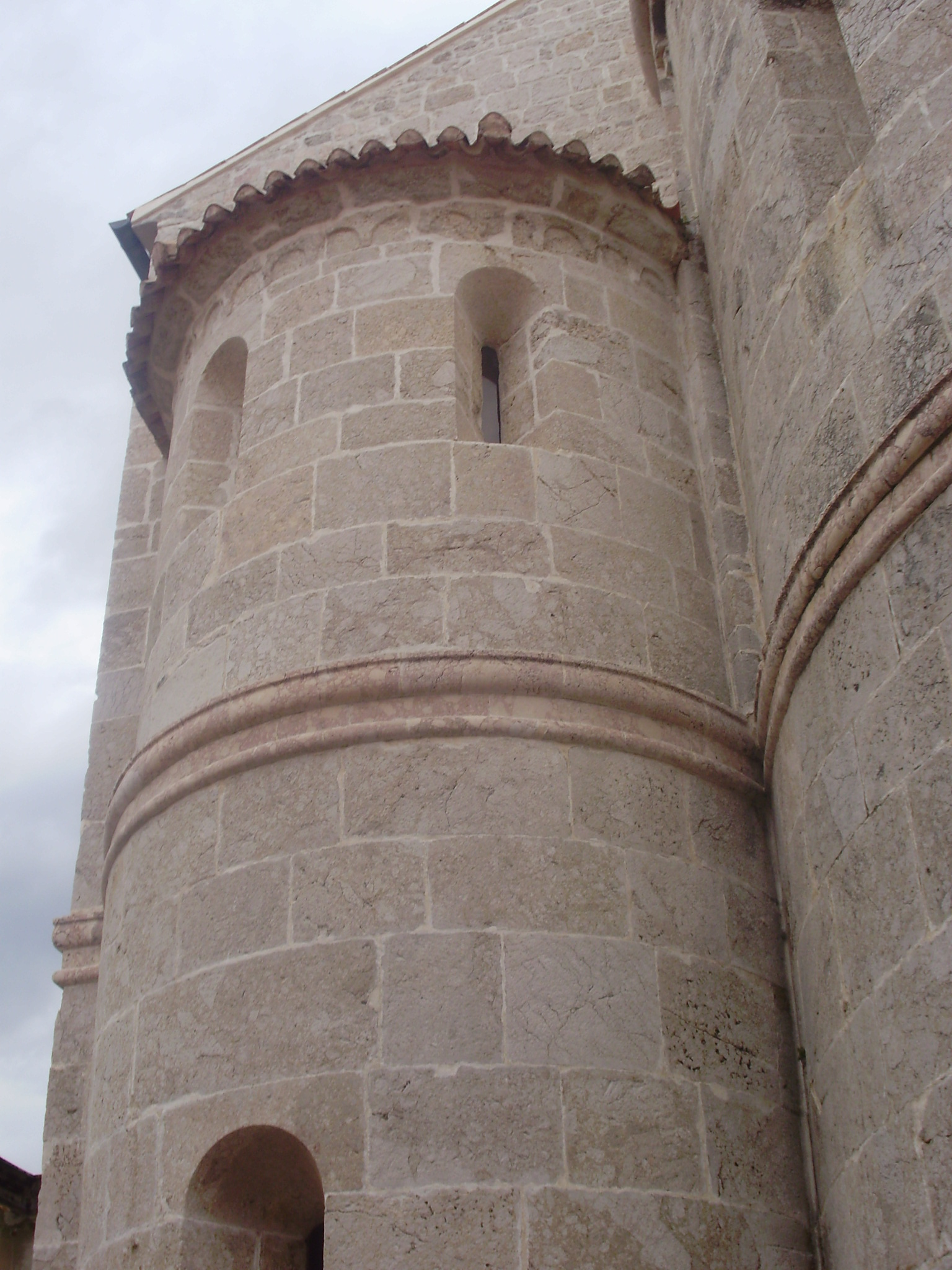
A székesegyház apszisa
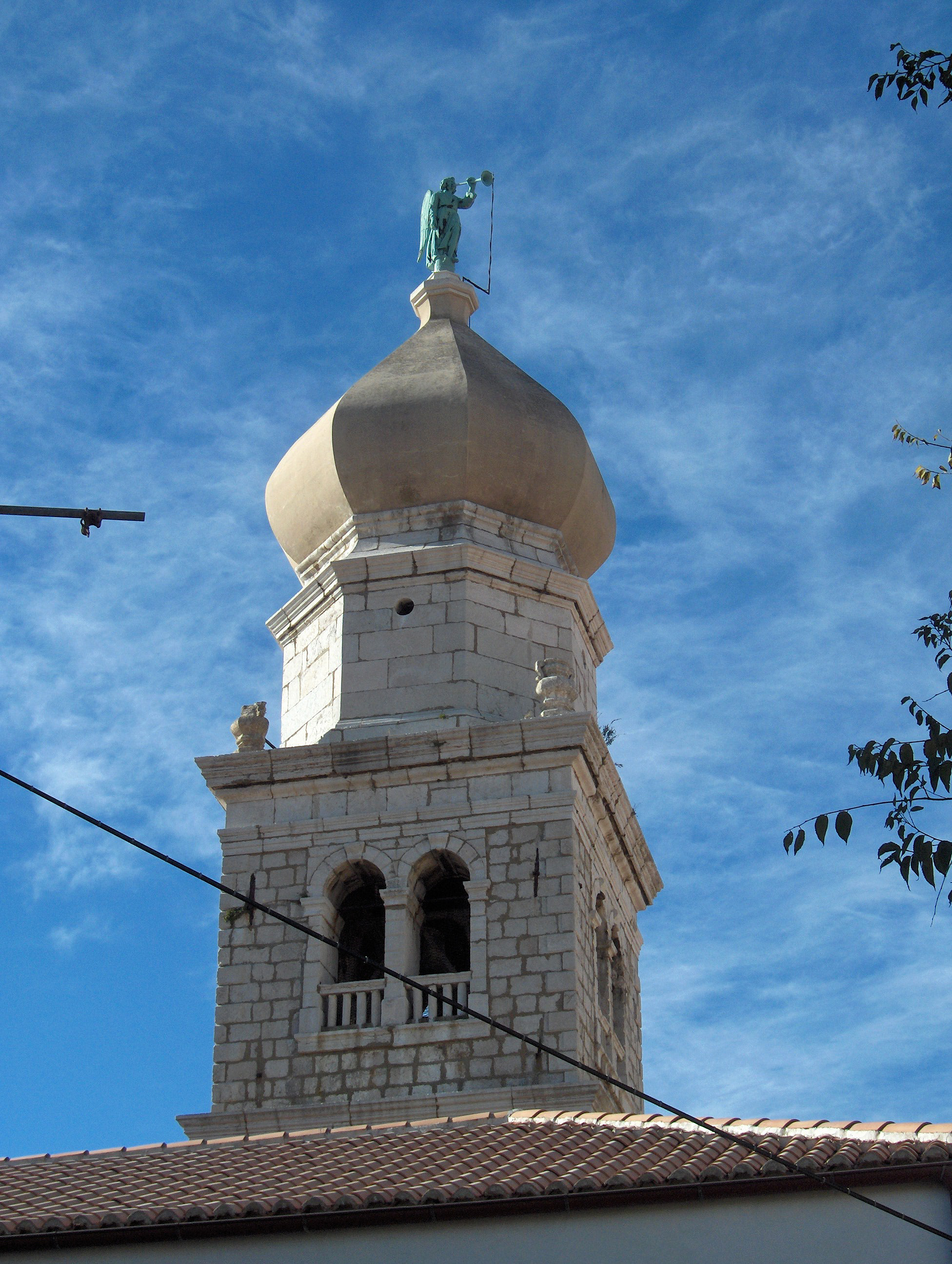
A székesegyház tornya
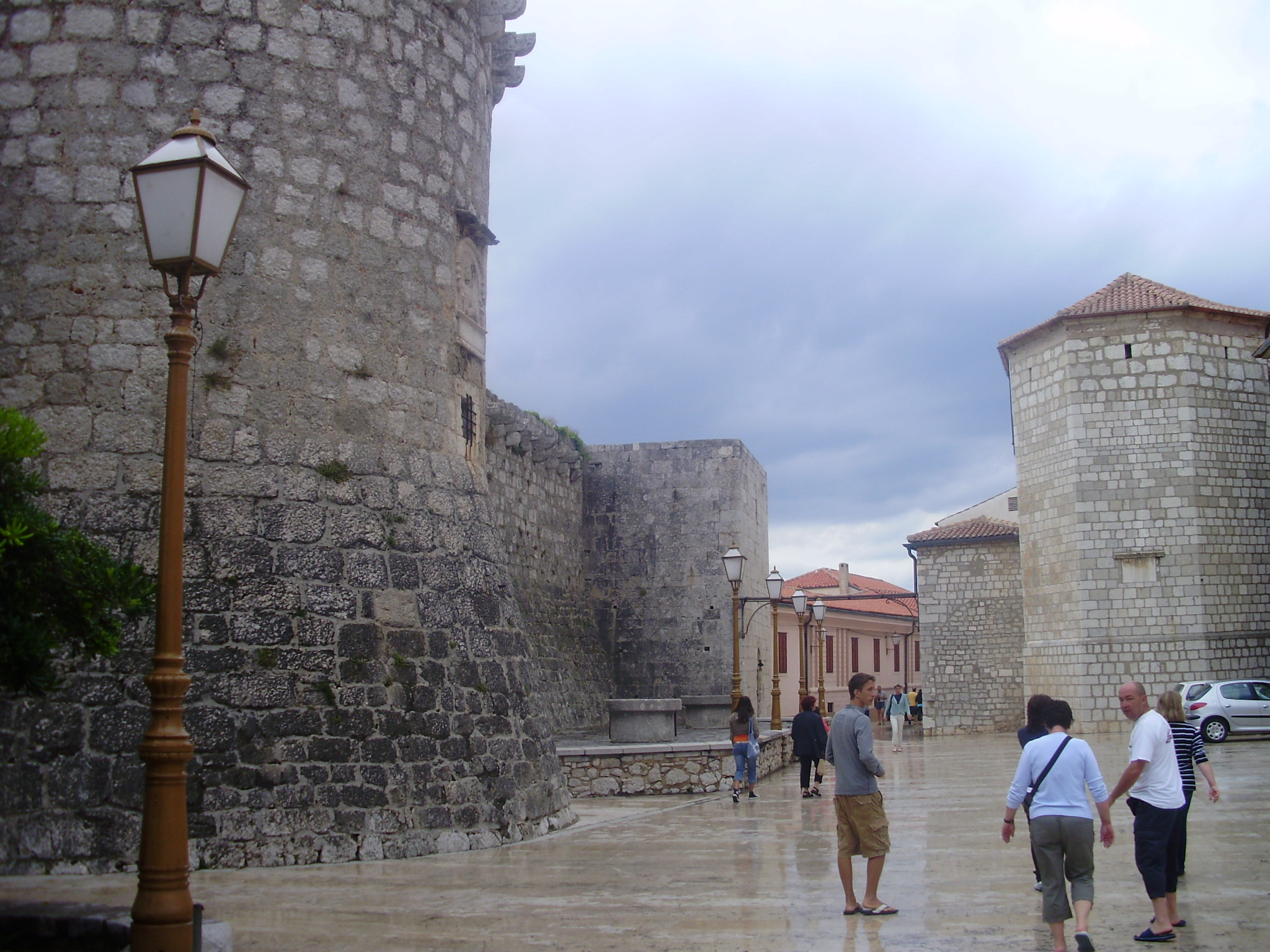
A Frangepán-kastély nyugati oldala
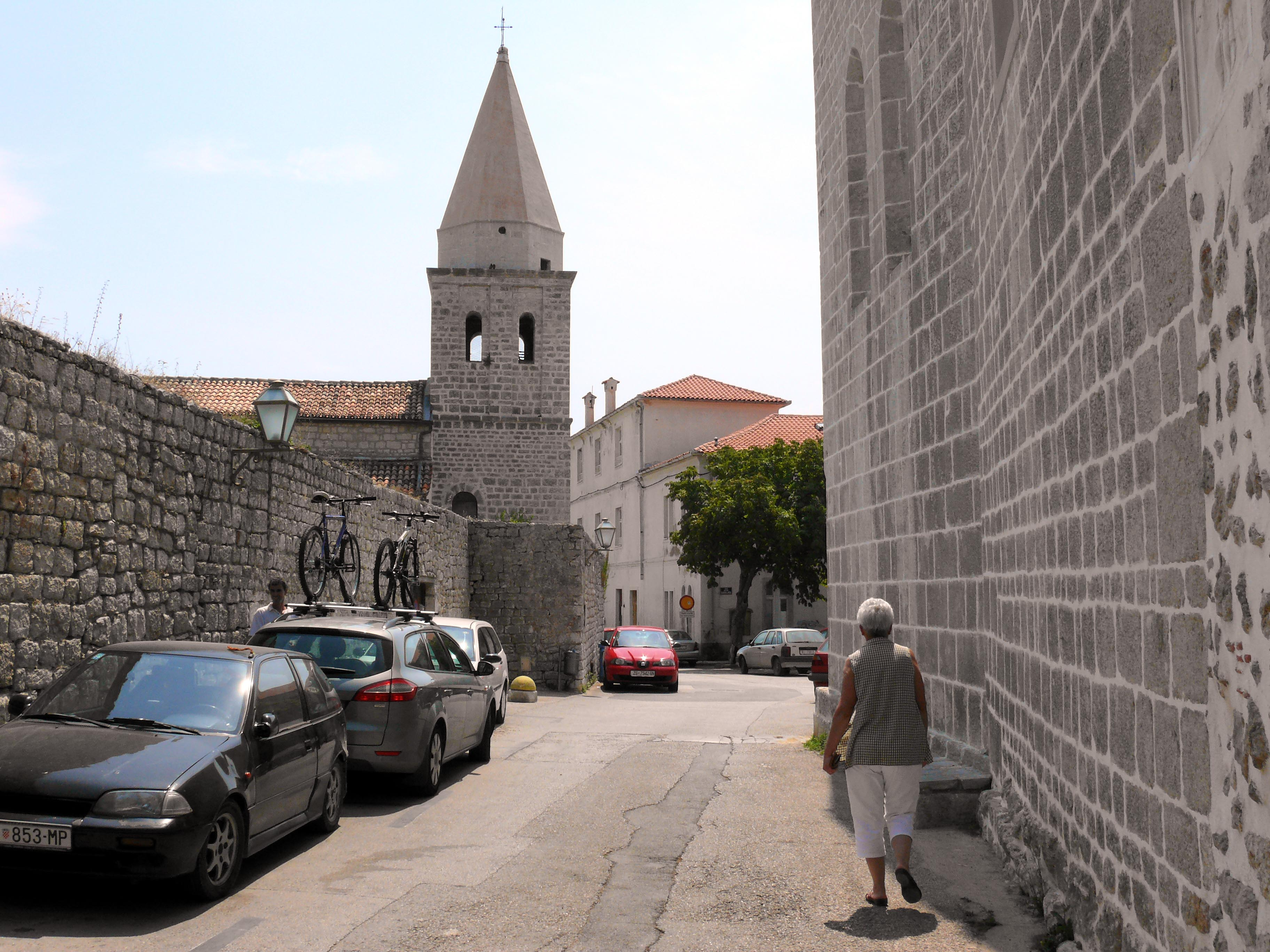
Az óváros falai a Gospa od zdravlja templom tornyával
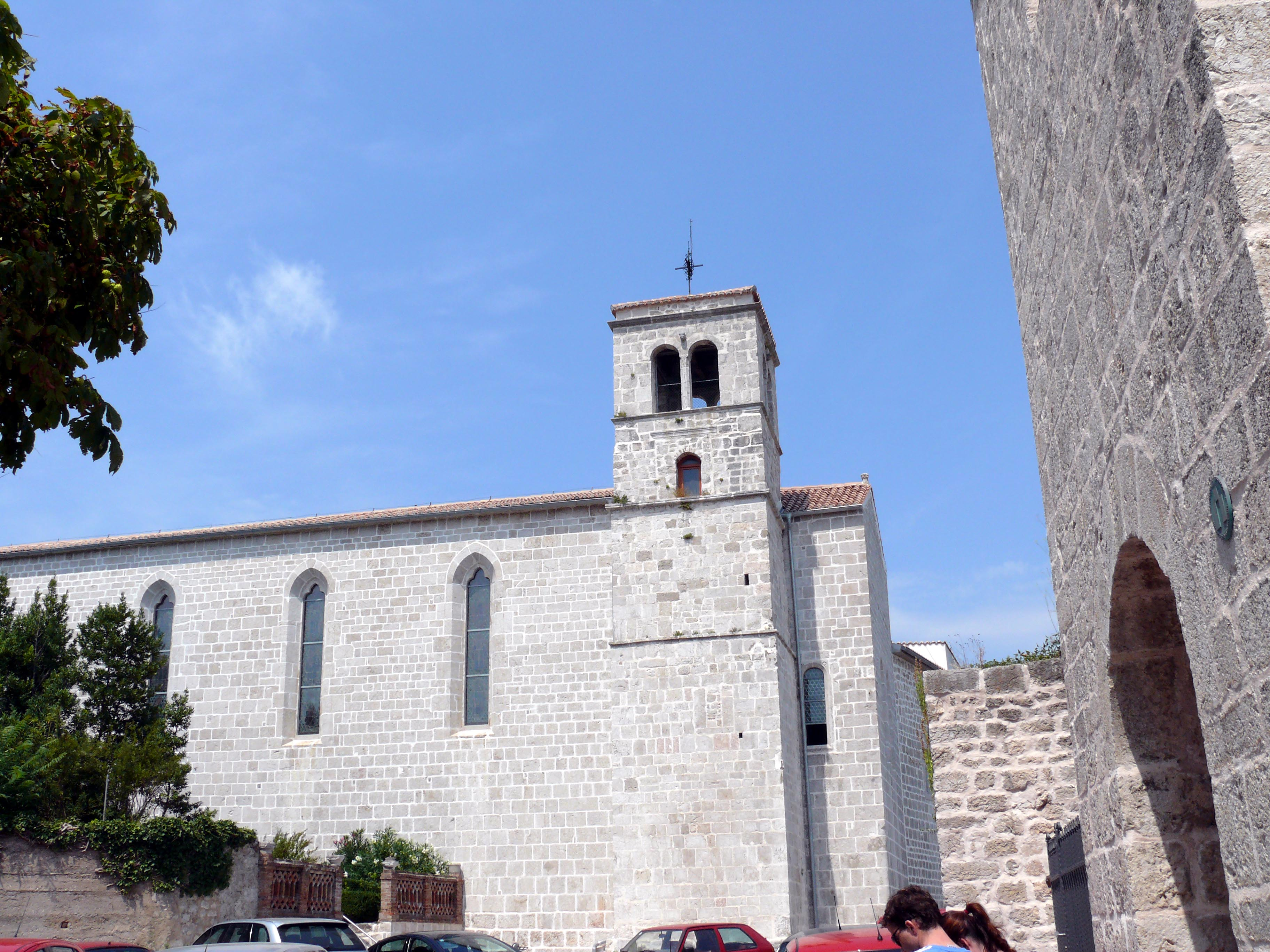
A ferences templom
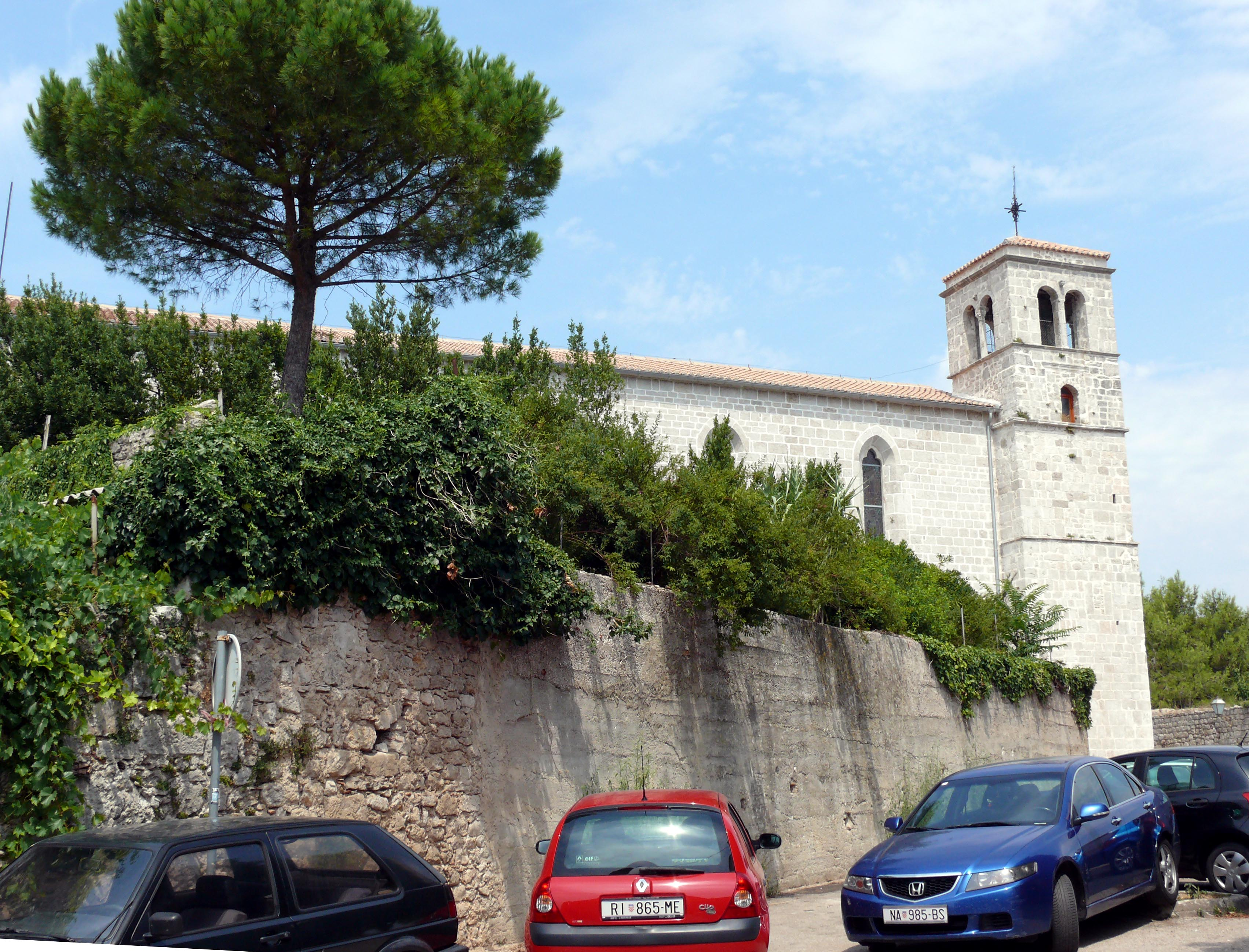
A városfalak a ferences templommal
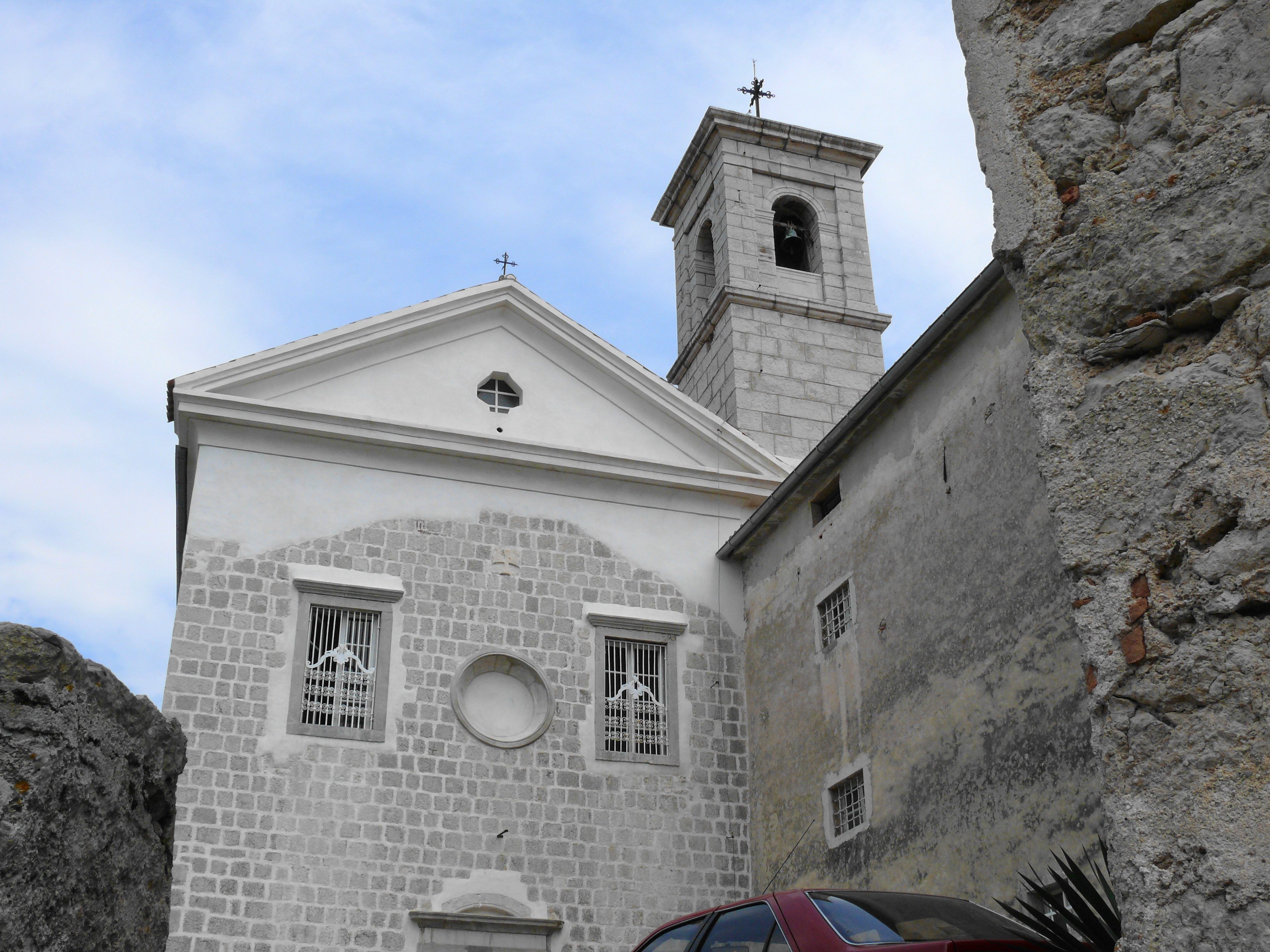
A ferences templom és kolostor
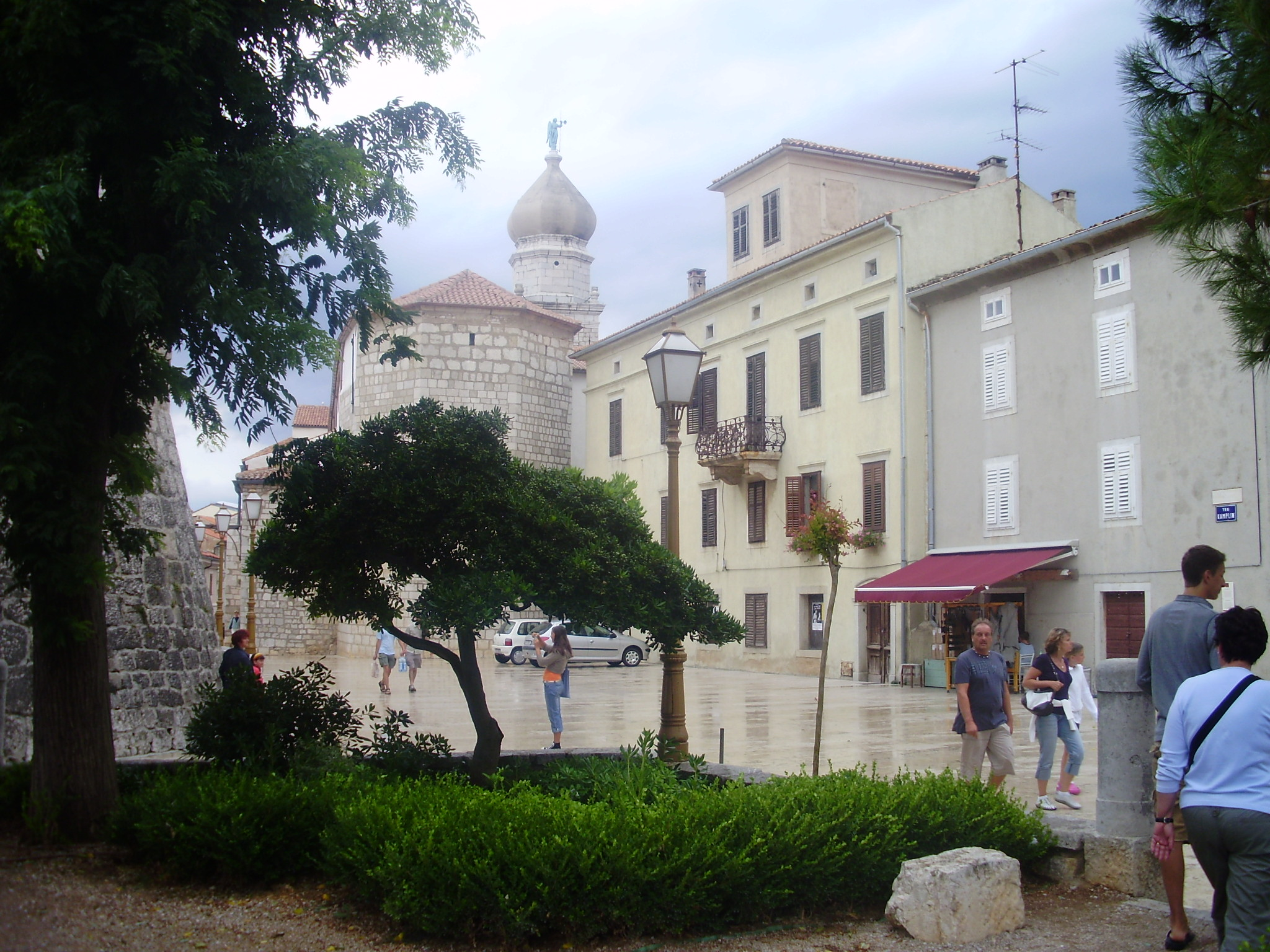
A Kamplin tér háttérben a székesegyházzal
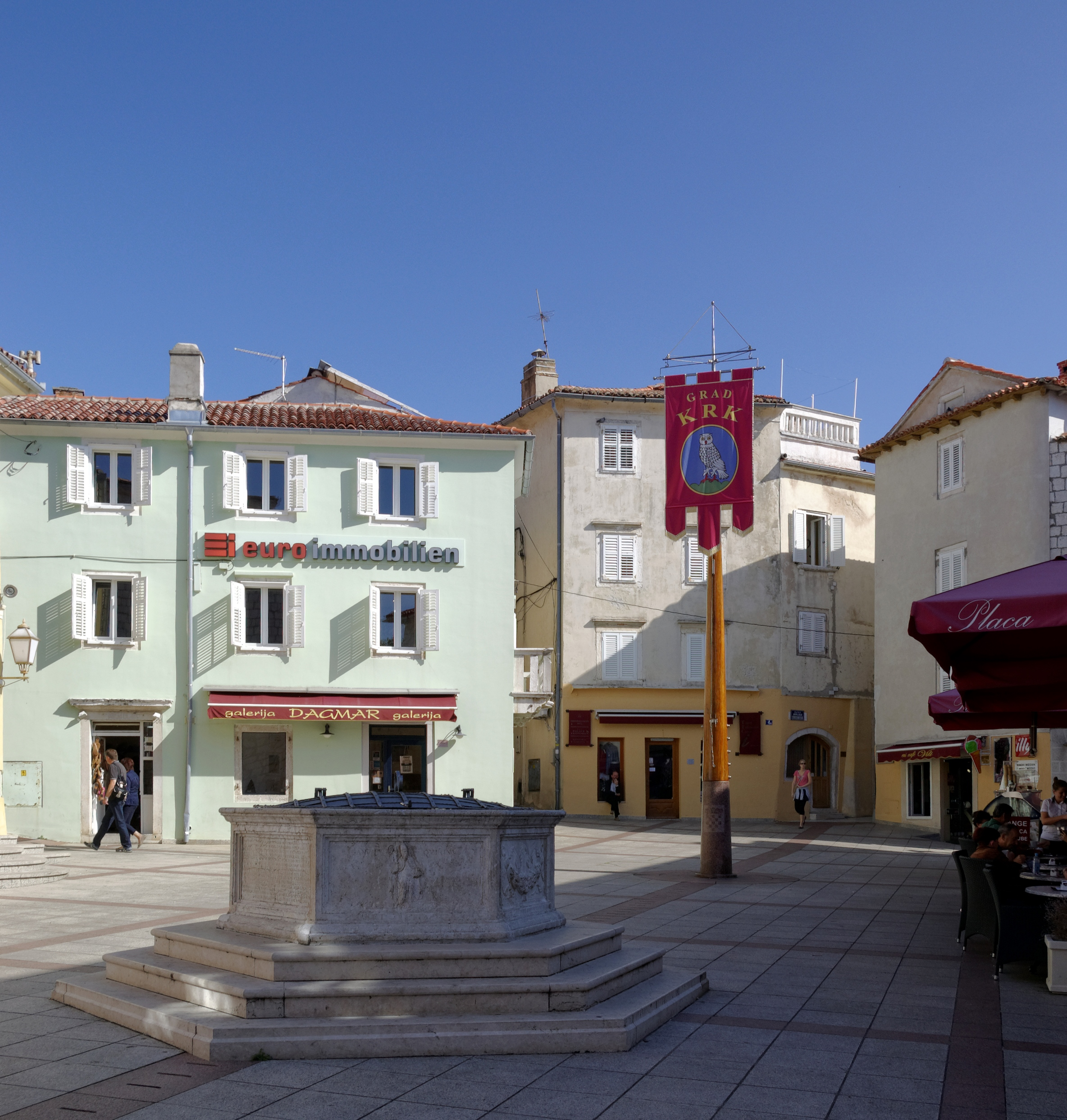
A Vela Placa – Krk főtere
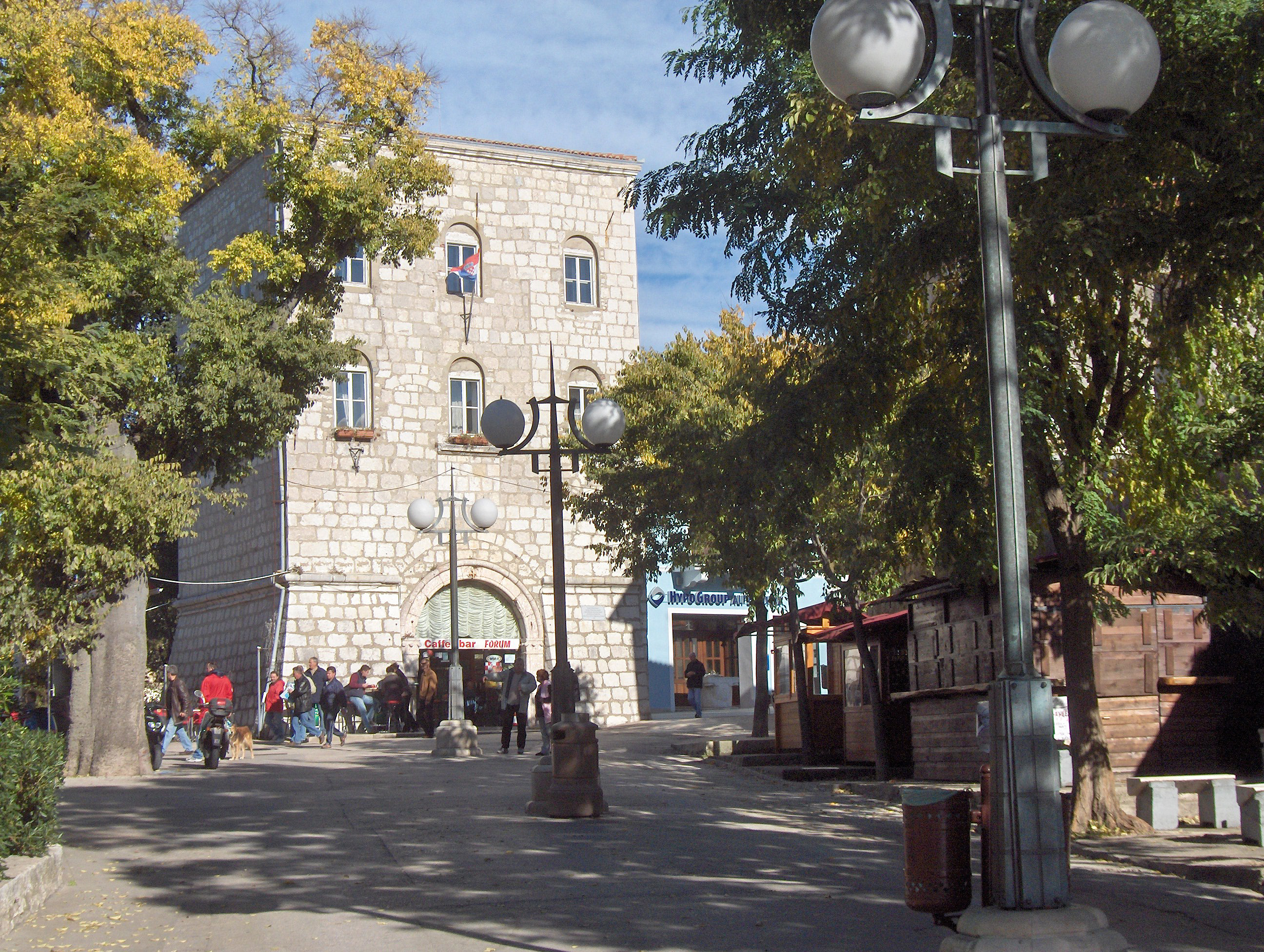
A Városháza épülete
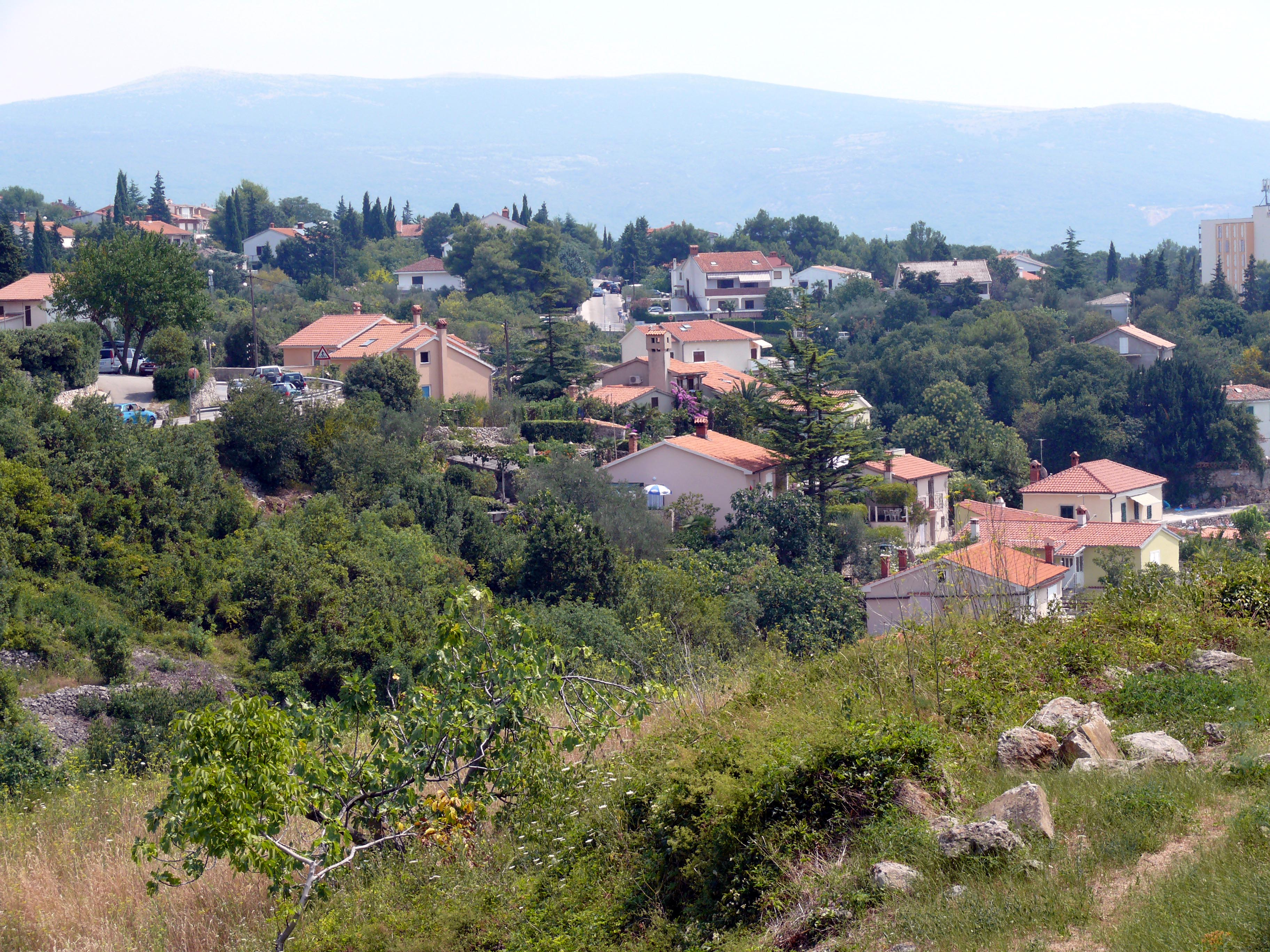
Új településrész a vár alatt
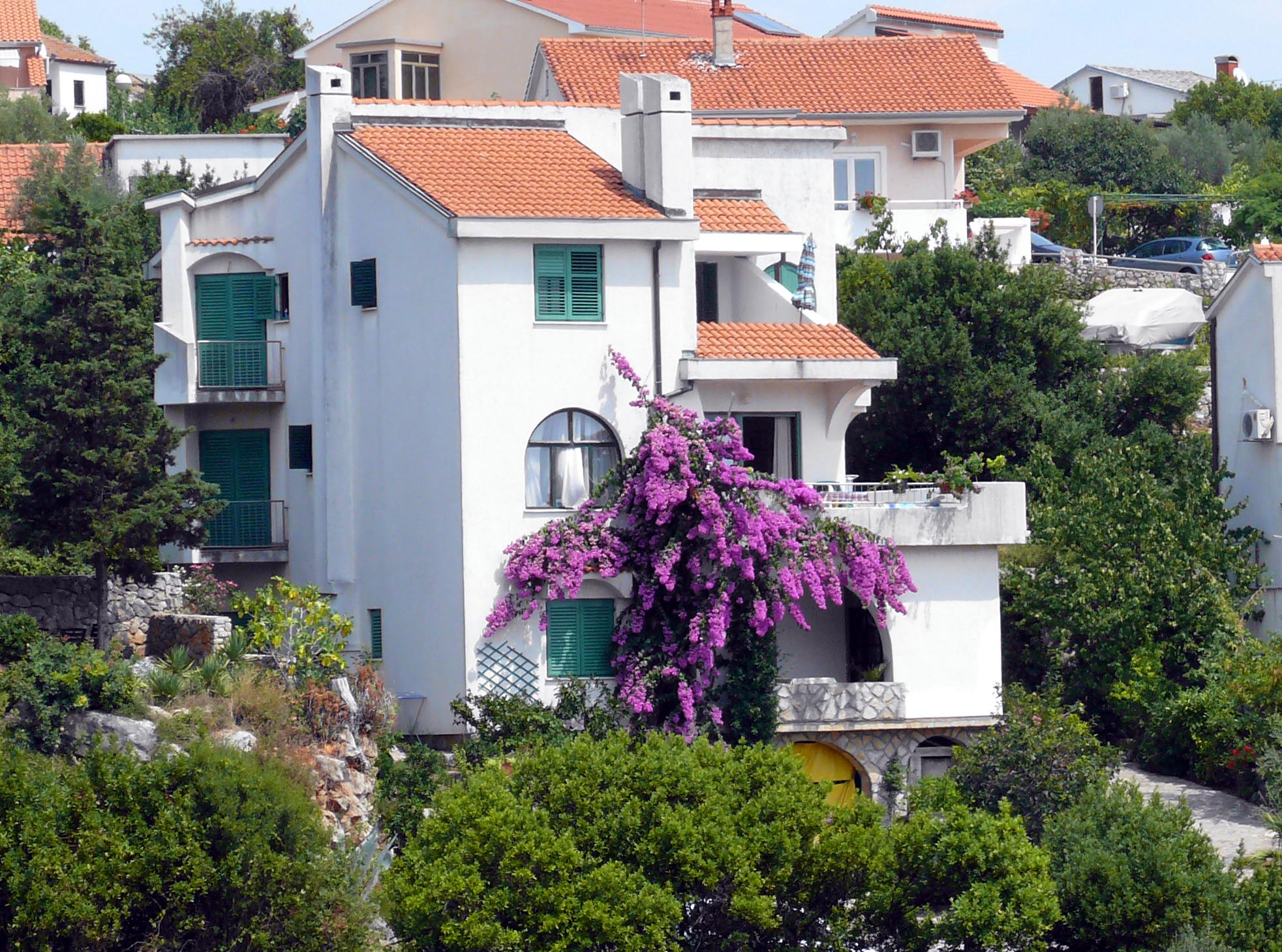
Új településrész a vár alatt